# Сариса

Металлические части предположительно сариссы из царского склепа в Вергине (конец IV века до н. э.). Изображены сверху вниз: наконечник (длина 51 см), задний подток (длина 44 см) и центральная втулка

Лёгкий конник сариссой атакует перса, фреска, ныне утраченная, из македонской гробницы в Наусе, конец IV столетия до нашей эры, Акварель К. Ф. Кинча, 1889 год, опубликовано 1920 году.

Са́риса, са́рисса (др.-греч. σάρισα, σάρισσα, лат. sarissa — копьё) — длинное ударное копьё, пика.
В других источниках указано что Македонская пика (македонское копьё), σάρισσα, по некоторым описаниям была в 7.3 метра длиной, но на самом деле, вероятно, не превышала 4.8 метров.

## История
Впервые получила известность в Македонии со времени Филиппа, отца Александра Македонского. Само слово типично македонское и, как полагают некоторые исследователи, первоначально обозначало древко копья. Античные авторы римской эпохи употребляли название «сарисса» для обозначения разных типов македонских копий, не только для длинной пики. Так, Квинт Курций Руф в эпизоде поединка грека с македонцем называет сариссой метательное копьё, а у Арриана Александр убил Клита сариссой, выхваченной у стражника, а потом в отчаянии хотел покончить с собой, уперев «сариссу» в стену.
Сарисса внушала трепетное почтение античным авторам, однако, кроме сведений, сообщённых Полибием, не существует полного описания этого орудия македонской фаланги, хотя по её конструкции и методам использования опубликовано немало научных работ. Полибий сообщает:
Длина пики согласно начальному замыслу 16 локтей <1 локоть = 45 см>, однако приспособленная к пользованию — 14 локтей, из которых мы должны вычесть расстояние между рук солдата, а также утяжелённую часть пики <после рук>, которая необходима для удержания — 4 локтя всего. Очевидно, что пика должна выступать на 10 локтей от тела каждого гоплита, когда он наступает на врага, зажав пику обеими руками.
Античные авторы разнятся в длине сариссы. Элиан Тактик и Полиен подтверждают длину в 14—16 локтей (6,3—7,2 м), в то время, как другие (Asclep., Arr.) сообщают про длину от 10 до 12 локтей (4,5—5,4 м). Возможно, на что есть указание Элиана, длина сариссы менялась в зависимости от ряда в фаланге; первый в ряду нёс самую короткую пику. Все эти авторы описывают сариссу II века до н. э., длина же сариссы при Александре Македонском была, как полагают по античным изображениям, около 3,6 м. Вряд ли Александр отдал бы приказ раздвигать высокие хлеба сариссами, будь они 6 м в длину.

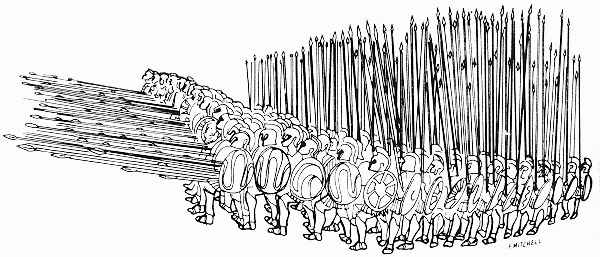
Македонская фаланга

Конструкция такого длинного копья остаётся загадкой. В письменных источниках нет сведений о том, что сарисса состояла из двух частей. Думать так позволяют археологические находки металлических втулок, но в таком случае прочность пики подвергается сомнению. Реконструкция пики с длиной в 6 м показывает сильный прогиб её под весом наконечника, так что составная пика могла развалиться даже от сильного порыва ветра.
Древко сариссы изготовлялось из кизила. В археологическом музее Фессалоник хранятся металлические части копья, найденного в царском склепе в Вергине: листовидный наконечник, подток (задний утяжеляющий упор) и центральная втулка. Некоторые археологи полагают, что это составные части сариссы. Диаметр древка данной сариссы составлял около 3,2 см по всей длине, а масса всей пики до 6,8 кг. Подток имеет острый шип, который мог ранить своих же солдат в плотной фаланге, и его предназначение не совсем ясно. Считается, что шип нужен для втыкания пик в землю. На многих изображениях кавалерийских копий той эпохи виден такой подток, и он предназначался для ведения боя в случае поломки копья.

## Сарисса в античной литературе
Полиен рассказывает об уловке, применённой во время похода в Македонию спартанского полководца Клеонима и эпирского царя Пирра в 270-х годах до н. э.:

«При осаде Эдессы, когда пролом был сделан в стене, копьеносцы с пиками в 16 локтей в длину вышли против осаждающих. Клеоним углубил свою фалангу и приказал первому ряду не применять оружие, а быстро захватить вражеские пики и держать. Солдаты следующего ряда должны были немедленно выступить и сблизиться с противником. Когда пики захватили подобным образом, то противник попытался отступать; но солдаты 2-го ряда ринулись вперед и взяли их в плен, либо убили. Таким приёмом Клеонима длинная и грозная сарисса оказалась бесполезной, и стала скорее обузой, чем опасным оружием.»

Конечно, здесь спартанцы имели дело не с македонской фалангой. Силу фаланги в сражении римлян против македонского войска в 168 году до н. э. описывает Плутарх:
«Македонцы в первых линиях успели вонзить острия своих сарисс в щиты римлян и, таким образом, сделались недосягаемы для их мечей… Римляне пытались мечами отбиться от сарисс, или пригнуть их к земле щитами, или оттолкнуть в сторону, схватив голыми руками, а македонцы, ещё крепче стиснув свои копья, насквозь пронзали нападающих, — ни щиты, ни панцири не могли защитить от удара сариссы.»